# Гапошкин, Сергей Илларионович
Сергей Илларионович Гапошкин (12 июля 1898 или 23 июня [5 июля] 1898, Евпатория, Таврическая губерния — 17 сентября 1984, Лексингтон, Массачусетс) — русский и американский астроном российского происхождения, специалист по звездной астрономии. Был женат на Сесилии Пейн-Гапошкиной, вместе с которой провёл ряд научных исследований.

## Биография
Сергей Гапошкин родился 23 июня (5 июля) 1898 года в семье каменщика, крестьянина Курской губернии Дмитриевского уезда Поповчинской волости Иллариона Михайловича Гапошкина. В 1917 году, ещё до окончания образования, был призван в Русскую императорскую армию. После Октябрьской революции вступил в Добровольческую армию; после её поражения в 1920 году Гражданской войне эмигрировал в Турцию. 
В 1923 году переехал в Германию. В 1927 году окончил берлинский Русский научный институт, а в 1932 году получил там учёную степень доктора философии.
В 1933 году переехал в США и стал работать в Гарвардской обсерватории. В 1934 году женился на Сесилии Пейн (1900—1979), в соавторстве с которой впоследствии выполнил много научных работ.
Сергей Гапошкин изучал переменные звёзды, и в 1938 году напечатал книгу «Переменные звёзды», на долгое время ставшую единственной специализированной монографией на эту тему. В 1941 году доказал двойственность одной из звезд Вольфа — Райе — позже двойственность была обнаружена у примерно половины звёзд этого класса. В конце 1940-х годов вместе с шестью другими американскими астрономами проделал большую работу по анализу фотографий красных карликов, в результате которой были обнаружены вспыхивающие звёзды. В 1960-е годы Гапошкин вместе с женой исследовал цефеиды в галактике Андромеды и Магеллановых Облаках, обнаружил уменьшения периода цефеид с увеличением расстояния от центра галактики и обнаружил, что цефеиды класса S в 1,5 раза ярче обычных цефеид.
В 1978 году ушёл из обсерватории. В 1979 году умерла его жена Сесилия Пейн-Гапошкина. После этого Сергей Гапошкин до своей смерти жил в городе Лексингтон, штат Массачусетс. У Сергея и Сесилии было трое детей. Их дочь пошла по стопам родителей и также стала астрономом.

## Любопытные факты
В военные годы Сесилия и Сергей Гапошкины остались в обсерватории практически одни. Они часто брали с собой на работу детей, которые катались на санках с крутого склона Обсерваторского холма и играли в прятки в пыльных катакомбах под Большим рефрактором. Кроме дома в Лексингтоне у них была небольшая ферма под Таунсендом, где сосед помогал им выращивать свиней и птицу для продажи на местных рынках. Как натурализованные граждане США они считали сельскохозяйственный труд своим патриотическим долгом и развозили мясо и яйца на тележке, запряженной лошадью, чтобы сэкономить дефицитный бензин.

## Публикации
- «Variable Stars» (1938)